# Nyáry Antal
Nyáregyházi báró Nyáry Antal (Varsány (Hont megye), 1803. január 15. – Pilis, 1877. szeptember 3.) valóságos belső titkos tanácsos, ítélőtáblai bíró, koronaőr, hétszemélynök, a neves Nyáry család sarja.

## Élete
Nyáry Ignác táblabíró és Tihanyi Rozália fia. A gimnáziumot Selmecbányán, a bölcseletet Pesten, a jogot Sárospatakon végezte. 1823-ban Hont vármegye aljegyzője, 1824-ben szolgabírája, 1830-ban főszolgabírája és 1835-ben alispánja lett, és a magyar nemes ifjak szokása szerint a vármegyei hivatalok fokozatain képezte ki magát magasabb hivatalokra. 1837-ben királyi kamarássá, 1845-ben a királyi ítélőtábla bírájává neveztetett ki. Széchenyi István gróf nemzetgazdasági eszméihez buzgón csatlakozott, angol mintákra rendezte be birtokai kezelését, nagy költséggel hozatott Svájcból piros-tarka berni teheneket, Spanyolországból drága tenyészjuhokat és mintajuhászatot állított; arabs-angol ménesét az egész országban ismerték. Ő volt az elsők közt az országban, aki a nemes baromfitenyésztésre kiváló gondot fordított. Fegyverneki birtokán nagy bivalygulyát tartott. A politikában azonban erős és következetes konzervatív volt és 1848-ban hasonló elvű társaival együtt visszavonult. 1849-ben ismert lojalitásánál fogva a pozsonyi közigazgatási kerületbe biztossá nevezték, de Nyáry jó magyar hazafi is volt és látván a Bach-korszak nemzetellenes és hazája beolvasztására törekvő célzatait, otthagyta e gyűlöletes hivatalt és az 1850-es években teljes visszavonultságban élt. 1861-ben a Magyar Királyi Ítélőtábla helyreállíttatván, ahol már előbb is bíráskodott, elfoglalta régi helyét és 1862-ben a szintén feltámasztott Hétszemélyes Tábla közbírája, 1863-ban pedig ugyanennek egyik tanácselnöke, 1866-ban koronaőr (protestáns részről), valóságos belső titkos tanácsos, a bekövetkezett koronázás alkalmával a Szent István-rend középkeresztese lett. 1872. január 24-én megválasztották a főrendiházi legfelsőbb fegyelmi biróság tagjának. Jótékony célokra tetemes összeget adományozott.
Írt több gazdasági témájú cikket.
Nejétől, Kubinyi Jozefától született gyermekei is nevezetes személyek voltak:
- Albert (1828–1886) történész, heraldikus, az MTA levelező tagja
- Béla (1845–1900) cs. és kir. kamarás, politikus
- Jenő (1836–1914) régész, barlangkutató, cs. és kir. kamarás

## Műve
- Juhtenyésztési szabályok egy Magyarországon felállítandó juhtenyészeti egyesület számára. Hely és év n. (Ugyanez németül is megjelent).